# Rhopalomastix janeti
Rhopalomastix janeti är en myrart som beskrevs av Horace Donisthorpe 1936. Rhopalomastix janeti ingår i släktet Rhopalomastix och familjen myror. Inga underarter finns listade i Catalogue of Life.

## Bildgalleri

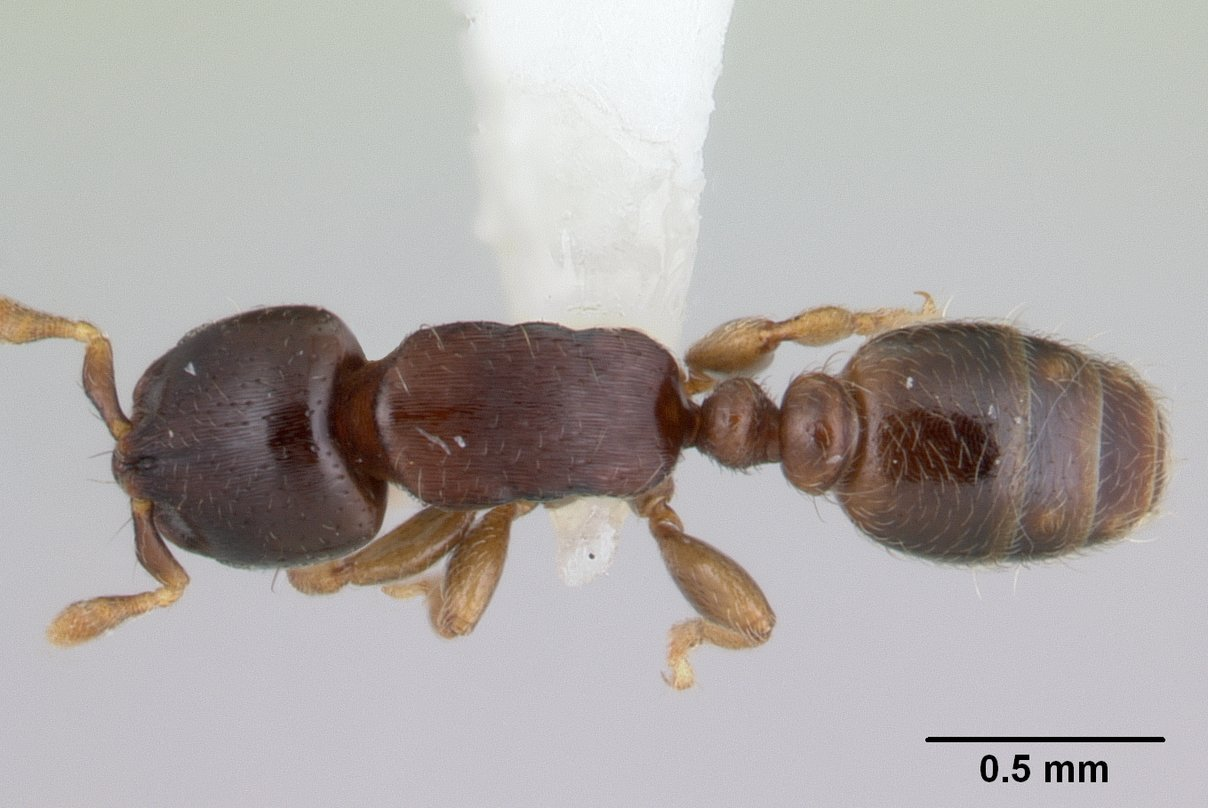
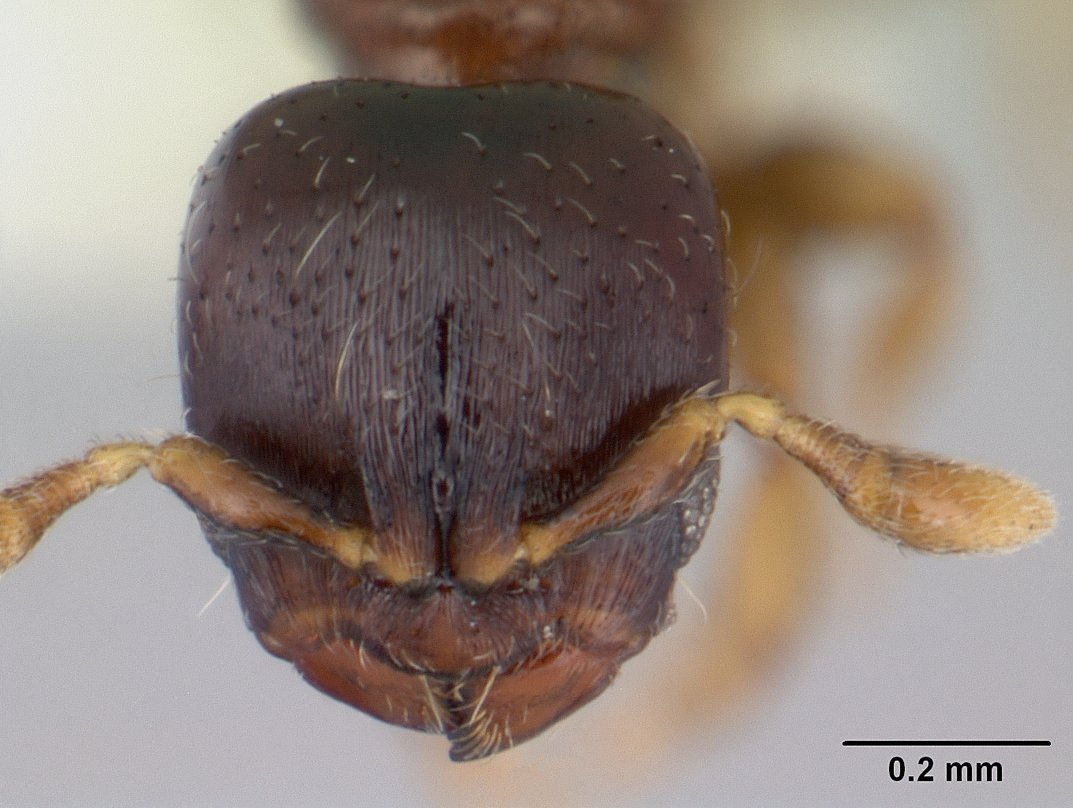
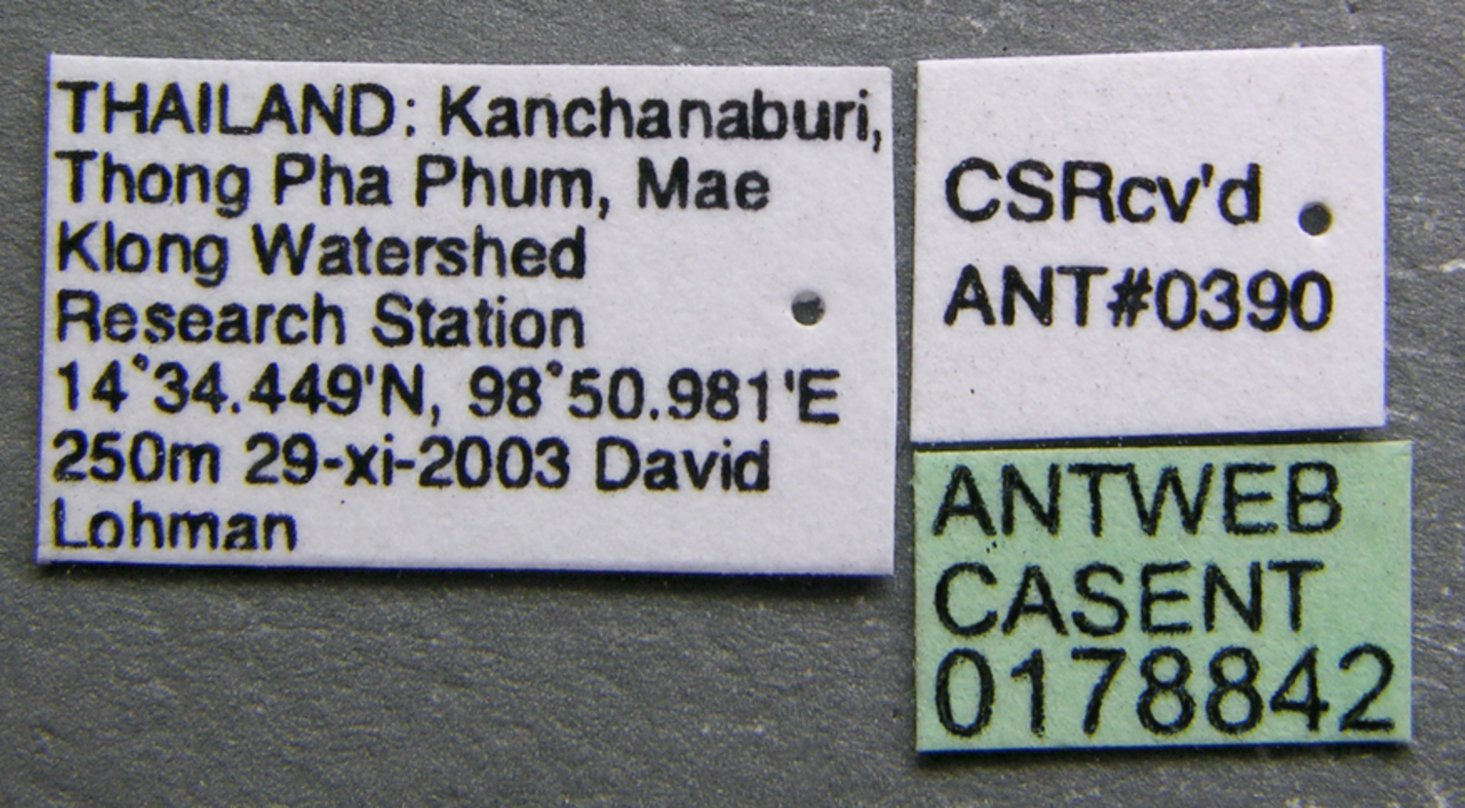
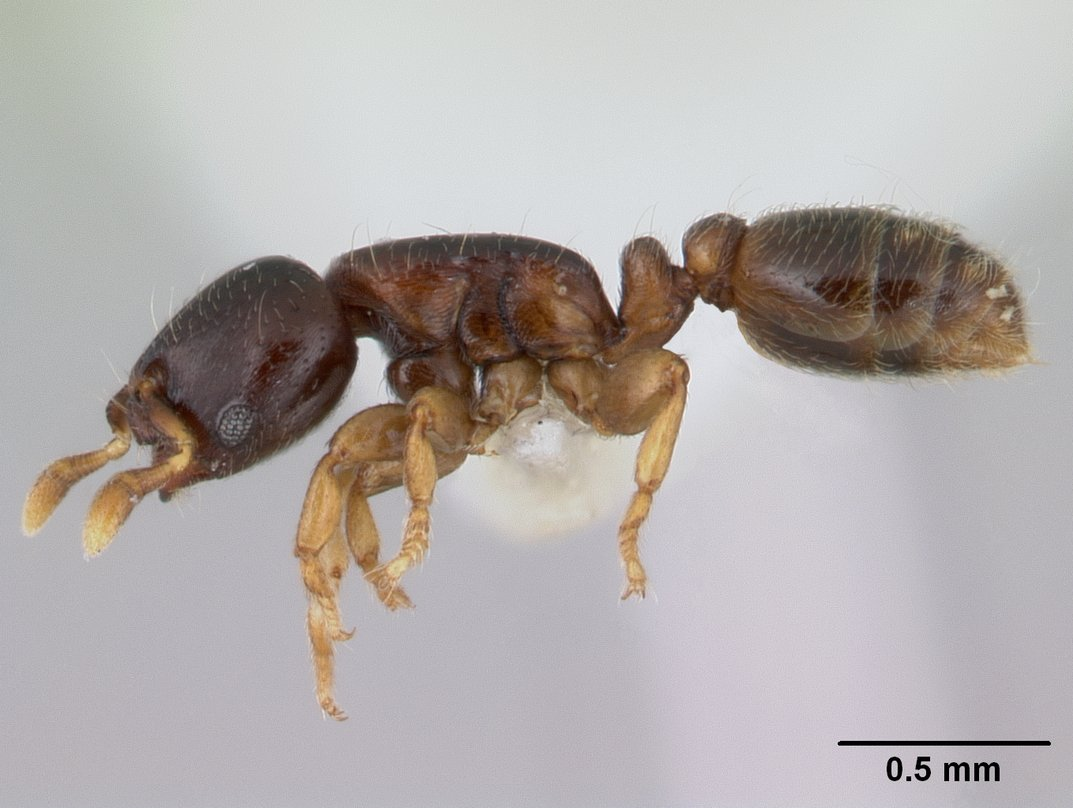